# フジモンが芸能界から干される前にやりたい10のこと
『フジモンが芸能界から干される前にやりたい10のこと』（フジモンが げいのうかいからほされるまえにやりたい じゅうのこと）は、2016年4月26日から2018年9月19日までAbemaTVで配信されていたバラエティ番組である。推奨ハッシュタグは「#フジモン10」

## 概要
「藤本敏史が“もし明日芸能界から干されてしまったら…”」という想定のもと、ゲストが「藤本とやり残したくない」ことを10個リクエスト、その“願い”に応えていくバラエティ番組。番組タイトルは「10のこと」であるが、週によっては時間内に10まで収まらない回もあり、千鳥のゲスト回に至ってはまったく行わなかった。また、回を重ねるごとに藤本とまったく関係のないお題が増えているため、ときおりタイトルが「フジモンが芸能界から干される前に（ゲスト名）がやりたい10のこと」と変更されている。
原則生配信で、出演者は藤本をこよなく愛しているという前提で「I♥藤本」と書かれた色違いのTシャツを衣装としている（2021年は「We♥藤本」）。
2017年2月7日配信分より23時から24時までの1時間番組に短縮。
2018年8月15日、番組内で「AbemaTVから干された」ことを理由に9月いっぱいでの終了を発表。
2019年10月、藤本の配偶者（当時）木下優樹菜のスキャンダルの余波で再放送とリスト公開が中止された。
2021年1月20日、特別番組『フジモンが引退するまでにやるべき10のこと』をABEMAで配信。2年4か月の番組復活となる。復活にあわせ一部過去回がABEMAビデオでアーカイブ配信された。

## スタジオ
Chateau Ameba（シャトーアメーバ）のスタジオに、2016年の番組スタート時には中央に大型ビジョンを備えたパステルカラーのセット、2017年5月以降は海の家を模したセットが建て込まれ配信される。
2017年4月5日はAbemaTV1周年記念と題して渋谷「VR PARK TOKYO」からロケ。
2017年8月30日には初の3時間特番として、千原ジュニアとチャンス大城と藤崎奈々子をゲストにハウススタジオから配信した。チャンス大城はこの時、人志松本のすべらない話 （フジテレビ、2018年1月20日 ）で話した「埋められて・・・」のエピソードトークを披露している。
2017年11月1日、第55回では「例のお3人さんが72時間放送する」番組セットの建込み、技術確認のため、スタジオが使えずChateau Ameba仮眠室から配信。収録スタジオを間違えた藤本が遅刻するハプニングが起きた。
2018年2月28日、第68回「〜トータルテンボス救済企画！〜フジモンが芸能界から干される前にやりたい10のこと」では秋元康関連の特番のためスタジオが使えずミーティングスペースから配信した。
2021年1月20日の特番では番組セットが半年前に処分されたことを理由に、セットが青空を基調としたものに新調された。

## 出演者
- MC：藤本敏史[注 1][13]。
- 週替わり女性アシスタント1名
- 週替わり進行ゲスト
- 週替わり芸人ゲスト（2組）

以上が基本フォーマットであるが、前述のとおり藤本以外は出演者が固定されていないため、藤本以外が全員女性（2017年8月9日）。藤本以外は全員初登場（2017年11月1日）という回もあった。
過去の週替わり女性アシスタント
- 西脇彩華（9nine）
- 川口カノン
- 岡井千聖
- 朝日奈央
- 大川藍
- 酒井瞳
- 菊地亜美
- 和地つかさ
- 都丸紗也華
- ほのか
- 谷まりあ
- 山田菜々
- 市川美織
- 渋谷凪咲（NMB48）
- 白間美瑠（NMB48）
- 梅田彩佳
- みなみゆめ
- 渡辺亜紗美（Cheeky Parade）
- BiSH（セントチヒロ・チッチ、モモコグミカンパニー）
- 原駅ステージA（磯部杏莉、牧野真鈴）
- 石川夏海（Love Cocchi）
- 山本文香
- 大和田南那
- 大西桃香（AKB48）

過去の週替わり進行ゲスト
- しずる村上
- パンサー向井
- ニューヨーク
- とろサーモン
- 和牛
- ミキ
- コロコロチキチキペッパーズ
- ロッチ
- 尼神インター
- ガンバレルーヤ
- ラフレクラン
- マテンロウ

2018年9月19日配信の最終回（第93回）では「準レギュラー陣がやりたい10のこと」と題され、初めて歴代ゲストから準レギュラーが設定された。準レギュラーとなったのはMCからパンサー向井慧、しずる村上純。アシスタントからは朝日奈央、大川藍。ゲスト枠からは須田亜香里、ダイアン、さらば青春の光、ライス田所仁。なお最終回には藤本の相方である原西孝幸も初めて出演している（「フジ笑 原西孝幸」名義）。

## おもな内容
ゲストがやりたいことの内容はさまざまであるが、予算都合から希望のものからグレードダウンされることがある。また、地上波でできないこと＝下ネタになることも多く、2017年5月以降のロゴでは「10のこと」の「10」の部分が「エロ」に読めるロゴタイプになっている。ただし、藤本のキャラクターから、チン皮洗濯バサミ、いんもう選手権など小学生レベルの下ネタである。藤本が行う打ち合わせは、誰がゲストかと聞く5秒だけと語っている。
2017年10月よりAbemaビデオ、YouTubeにて「フジモンが干される前の特典映像」を配信。

## スタッフ
- 制作協力：シオプロ[19]

## 関連イベント
- 「大川藍の干される前にやりたい10のこと」 - 2018年7月28日、 東京・Graficaで行われた番組準レギュラー・大川の芸能生活10周年イベント。イベント名は番組無許可であり、同年7月11日に当番組で実施企画が「逆パクリ」として行われた[20]。